# Eloro Pachino riserva
L’Eloro Pachino riserva è un vino DOC la cui produzione è consentita nell'omonimo comune di Pachino in provincia di Siracusa.

## Vitigni con cui è consentito produrlo
- Nero d’Avola minimo 80%;
- Frappato e/o Pignatello massimo 20%.[1]

Pignatello è sinonimo di Perricone
Nero d'Avola è sinonimo di Calabrese

## Tecniche produttive
Il vino Eloro Pachino riserva deve essere sottoposto ad un periodo di invecchiamento minimo di due anni di cui almeno sei mesi in botti di legno (a partire dal 15 ottobre dell'anno di produzione delle uve).

## Caratteristiche organolettiche
- colore: rosso rubino tendente al granata intenso, con riflessi rosso mattone con l'invecchiamento;
- profumo : intenso, sentore di muschiato, generoso;
- sapore: asciutto, di corpo, tannico, retrogusto vellutato, robusto;

## Produzione
Provincia, stagione, volume in ettolitri
- nessun dato disponibile